# 钻毛蕨属
钻毛蕨属（学名：Davallodes）是水龙骨科下的一个属。

## 下属物种
本属包括以下物种：
- Davallodes novoguineensis (Rosenst.) Copel.
- Davallodes seramensis M.Kato

归入本属的物种：
- 裸果小膜盖蕨 Araiostegia gymnocarpa Copel.